# Anisophyllus obscurus
Anisophyllus obscurus là một loài bọ cánh cứng trong họ Cleridae. Loài này được Westwood miêu tả khoa học đầu tiên năm 1876.